# Żukowo (powiat sławieński)
Żukowo (kaszb. Żukòwò, niem.: Suckow) – wieś w północnej Polsce położona w województwie zachodniopomorskim, w powiecie sławieńskim, w gminie Sławno.
W latach 1945–54 siedziba gminy Żukowo. W latach 1975–1998 miejscowość należała administracyjnie do województwa słupskiego.
Średniowieczna osada rolnicza.
W miejscowości działa jednostka Ochotniczej Straży Pożarnej włączona do krajowego systemu ratowniczo-gaśniczego.
Znajduje się tu oszkarpowany kościół z XV w. z wieżą o dwóch drewnianych nadstawach zwieńczonych hełmem dzwonowym, o bogatym wyposażeniu renesansowo-barokowym, dzwon z 1590
Na terenie wsi rośnie dąb bezszypułkowy o obwodzie 734 cm ustanowiony pomnikiem przyrody w 2020 roku.